# لاري سبنسر
لاري سبنسر هو سياسي كندي، ولد في 21 ديسمبر 1941 في الولايات المتحدة. حزبياً، نشط في Christian Heritage Party of Canada ‏. وقد انتخب عضو مجلس العموم الكندي.